# Záitseve (Donetsk)
Záitseve (en ucraniano: Зайцеве; en ruso: Зайцево, romanizado: Zaitsevo) es un asentamiento de tipo urbano ucraniano perteneciente al óblast de Donetsk. Situado en el este del país, hasta 2014 era parte del área municipal de Jórlivka pero después de esta fecha, se convirtió en parte del raión de Bájmut y del municipio (hromada) de Svitlodarsk.
El asentamiento se encuentra ocupado por Rusia desde octubre de 2022 en el marco de la invasión rusa de Ucrania.

## Geografía
Záitseve está a orillas del río Bajmuta, 21 km al sur de Bajmut, 11 km al norte de Jórlivka y 49 km al norte de Donetsk.

## Historia
Los primeros asentamientos de cosacos de Zaporiyia en el tramo del río Bajmutka se mencionan desde 1665, pero Záitseve fue fundado en 1776.
El 27 de octubre de 1938, Záitseve recibió el estatus de asentamiento de tipo urbano.
Las fuerzas prorrusas tomaron el asentamiento bajo su control al comienzo de 2014, al comienzo de la guerra del Dombás. Las fuerzas ucranianas tienen el asentamiento bajo control desde la segunda mitad de 2015. Záitseve es uno de los suburbios de Jórlivka que permaneció bajo control del ejército ucraniano, a diferencia de Jórlivka. Para facilitar la administración, el gobierno ucraniano transfirió Záitseve al raión de Bajmut.
Tras la invasión rusa de Ucrania, los rusos bombardearon Záitseve el 21 de febrero de 2022 y dos soldados murieron. El Ministerio de Defensa ruso confirmó la captura de la ciudad el 6 de octubre de 2022.

## Demografía
La evolución de la población de Záitseve entre 1859 y 2022 fue la siguiente:
| 3664                                                          | 5713 | 7020 | 7189 | 6689 | 5577 | 4992 | 4017 | 3346 | 3983 | 3919 |
| (Fuente: Cities & Towns of Ukraine y UKRAINE: Größere Städte) |      |      |      |      |      |      |      |      |      |      |

Según el censo de 2001, la lengua materna de la mayoría de los habitantes, el 93,15%, es el ruso; del 6,48% es el ucraniano.

## Infraestructura

### Arquitectura, monumentos y lugares de interés
En 1863-1864, se erigió una nueva iglesia de piedra en Záitseve, que se convirtió en una de las más grandes y hermosas del óblast de Donetsk. A principios de los años 30, se cerró la iglesia y pronto el gobierno de la Ucrania soviética decidió destruir el santuario.

## Personas ilustres
- Mark Reizen (1895-1992): famoso bajo lírico ruso de ascendencia judía.